# Notodiaptomus dubius
Notodiaptomus dubius is een eenoogkreeftjessoort uit de familie van de Diaptomidae. De wetenschappelijke naam van de soort is voor het eerst geldig gepubliceerd in 1986 door Dussart.